# Lê Tranh (Phúc vương)
Lê Tranh (chữ Hán: 黎錚; 27 tháng 3, 1467 - 6 tháng 8, 1500), là một Hoàng tử và là nhà thơ thời nhà Hậu Lê.

## Tiểu sử
Phúc vương Tranh (福王錚) sinh ngày 27 tháng 3, năm Quang Thuận thứ 4 (1467) tại kinh đô Thăng Long, là con thứ sáu của Lê Thánh Tông, mẹ là tài nhân họ Nguyễn (1444 - 1479), người làng Thiên Mỗ, huyện Từ Liêm.
Năm 1471, Thánh Tông sai đại thần Lê Hy Cát (黎希葛) mang sách vàng và ấn báu phong Hoàng tử Tranh làm Phúc Vương (福王), cho lập phủ ở phường Đông Tác, huyện Vĩnh Xương thuộc Thăng Long.
Tháng 12, năm 1486, Phúc vương bà Thục Tuân, con gái Thượng thư bộ Binh Trịnh Văn Lượng (郑文亮) về làm vợ. Năm 1488, bà phi ấy mất, Phúc vương ở vậy cho tới năm 1494, mới cưới người vợ thứ hai là bà Châu Linh, con gái quan Mậu ân sứ Lưu Cảnh Đức (刘景德).
Tháng 8 năm 1500, ngày 4, Phúc vương mắc bệnh nặng. Sau khi dặn bảo người trong phủ là việc tang phải tiết kiệm, không làm lễ Phật và chỉ theo lễ cổ, thì qua ngày mùng 6, ông qua đời, hưởng dương 33 tuổi. Thương tiếc ông, Hiến Tông cho bãi triều ba ngày, ban cho tiền làm lễ táng, và ban cho tên thụy là Ý Khang (懿康).
Theo Lê Quý Đôn, ...tính Phúc Vương giản dị, thanh đạm, ôn hòa, đứng đắn, thực thà, ít nói, luôn giữ mình theo lễ nghĩa phép tắc, ham mê sách vở (thích nhất là Kinh Dịch, cũng hiểu được ý nghĩa lớn của sách), giỏi viết chữ thảo, rất hay thơ, phong cách thơ thanh cao hùng tráng, đã từng được vua Lê Thánh Tông đặc biệt khen ngợi, coi trọng. Người đương thời thường sánh ông với Đông Bình và Hà Gian đời xưa" .

## Khu đền mộ
Sau khi Phúc Vương mất, tháng 10 năm đó (1500), người thân đưa ông về an táng tại cánh đồng Hạnh Hoa Khê (tục gọi là xứ Mả Bia) thuộc Tây Mỗ (nay thuộc huyện Từ Liêm, Hà Nội), là quê mẹ của Phúc Vương.
Năm 1944, nhà văn Trúc Khê có tới thăm mộ Phúc Vương, thì thấy đó là một nấm đất rộng, trên phủ cỏ, ước chừng ba bốn mét đường kính. Ở đầu mộ có dựng một tấm bia đứng trên lưng rùa (lớn bằng tấm bia lớn ở Văn Miếu Hà Nội), mặt chính hướng về hướng Nam, nhưng vì trải nhiều năm tháng nên đã mòn hết chữ. Cách mộ chừng trăm bước là ngôi đền nhỏ hẹp, sự phụng tự bên trong cũng khá thanh giản. Ngoài ra, trong đền còn có tấm bia ghi sự dựng đền và tu sửa đền .

## Thơ văn
Thơ văn của Phúc Vương Tranh đã thất lạc hết, hiện chỉ còn lại hai bài thơ chữ Hán được chép trong Hoàng Việt thi tuyển do Bùi Huy Bích biên soạn. Đó là bài Phụng họa Ngự chế Thiên vực giang hiểu phát (làm theo thể thất ngôn bát cú) và bài Xuân tảo (làm theo thể thất ngôn tứ tuyệt). Theo nhà văn Trúc Khê, thì cứ xem hai bài ấy cũng đủ biết Vương là một nhà thơ rất lỗi lạc .
| Phiên âm Hán-Việt: Phụng họa Ngự chế Thiên vực giang hiểu phát Hành sắc du du thự sắc nùng, Hoa khai như hải độ đầu hồng. Sơn phì thủy tú xuân dung lý, Ngư dược diên phi thánh hóa trung. Kha hạm hiểu xung thiêng chướng vụ, Tinh kỳ tình động nhất thiên phong. Tiểu thần hạnh đắc bồi thanh tất, Khoái đổ minh thời chí trị công. | Trúc Khê dịch thơ: Phụng họa bài thơ ngự chế: Buổi sớm từ sông Thiên Vực ra đi Đường xa bóng sớm còn dầy, Trăm hoa tươi thắm nở đầy bên sông. Nước non rờ rỡ xuân dung, Rồng bay cá nhảy trong vòng trời Nghiêu. Đè sương thuyền ngự veo veo, Tinh kỳ phấp phới theo chiều gió mai. Xe loan phận mọn theo đòi, Bốn phương mừng thấy nơi nơi thái hòa. |

| Phiên âm Hán-Việt: Xuân tảo Ngật tọa niêm hương vạn niệm hy, Vi biên độc bãi tưởng thiên ky. Nguyên minh hiểu viện hoa do thấp, Phong tống hàn canh liễu bất phi. | Trúc Khê dịch thơ: Sớm xuân Đốt hương lòng lặng như tờ, Đọc xong Kinh Dịch ngồi mơ sự trời. Trăng tàn hoa đẫm sương rơi, Liễu trong gió sớm không hơi động cành. |

## Gia Quyến
- Phu Nhân

1. Thục Tuân, là chính phi, con gái Lễ bộ Thượng thư Trịnh Văn Lượng, lấy Phúc Vương tháng 12 năm 1486, theo Đại Việt Thông sử bà mất năm 1488, theo bài văn bia trên Tấm Bia ở Hạnh Hoa Khê[4] bà mất năm 1495.
2. Châu Cáp[4](hoặc Châu Hạp[5] là kế phi, con gái quan Chiêu Liệt đại phu Lưu Cảnh Đạt[4] (hoặc Mậu ân sứ Lưu Cảnh Đức[5] lấy Phúc Vương ngày 27 tháng 12 năm 1495.[4]

- Con Trai

1. Lúc Phúc Vương qua đời có một người con trai còn nhỏ (không biết tên)[4]
2. Có ba con trai nhỏ, theo Đại Việt Thông sử[5]

- Con Gái[4]

1. Thị Dự, con gái lớn, lúc Phúc Vương qua đời thì đã đến tuổi cài trâm.
2. Thị Dượng, con gái thứ, lúc Phúc Vương qua đời thì đã lên 3 tuổi
3. Con gái út (không biết tên), lúc Phúc Vương qua đời thì mới biết bò

## Sách tham khảo
- Lê Quý Đôn, Đại Việt thông sử (mục "Phúc Vương"). Nhà xuất bản khoa học xã hội, Hà Nội, 1978.
- Trúc Khê, "Thăm mộ nhà thơ Phúc Vương Tranh", in trong Tuyển tập Trúc Khê Ngô Văn Triện. Nhà xuất bản Văn hóa Thông tin, 2003.